# 彭毓橘
彭 毓橘（ほう いくきつ、Péng Yùjú、1824年 - 1867年）は、湘軍の将帥。
湖南省湘郷出身、曽国荃のいとこ。湘軍に加入後、曽国荃に従って江西省に救援に赴き、戦功をたてた。県丞に任命され、さらに知府に昇進した。諸軍とともに長江沿岸の太平府・蕪湖などの要衝を攻略し、道員に抜擢され、バトゥルの称号を与えられた。
天京攻防戦での功績は大きく、布政使記名（将来の布政使就任を約束されること）となり、一等軽車都尉の世襲職を授かった。福建汀漳龍兵備道となるが、就任する前に曽国荃の推薦で湘軍を率いて湖北省に赴き、捻軍の掃討にあることとなった。1867年3月、軍が蘄水に到着したとき、彭毓橘は数百人の小隊を率いて地形を調査していたが、麒麟凹で捻軍に包囲され、戦闘の末に彭毓橘の馬は泥に脚を取られ、捕えられて殺害された。
朝廷は布政使が戦死したときの形式で葬礼を行い、祠を建て、内閣学士の官職、忠壮の諡号、騎都尉の世襲職、三等男爵の爵位が贈られた。